# Pseudopoda straminiosa
Pseudopoda straminiosa is een spinnensoort uit de familie jachtkrabspinnen (Sparassidae).
De wetenschappelijke naam van de soort werd in 1999 als Heteropoda straminiosa gepubliceerd door Biswajit Kundu, Vivekanand Biswas & Dinendra Raychaudhuri.